# فابریتسیو ناسی
فابریتسیو ناسی (ایتالیایی: Fabrizio Nassi; ۵ اوت ۱۹۵۱ – ۱۶ نوامبر ۲۰۱۹) بازیکن والیبال اهل ایتالیا بود.
وی در مسابقات کشوری و بین‌المللی در مجموع برندهٔ ۱ مدال نقره شده‌است.